# 翁心存
翁心存（1791年6月15日—1862年12月27日），字二銘，號邃盦，江蘇常熟人。清朝政治人物。

## 生平
翁心存出生於1791年6月15日，江蘇常熟人。父親是翁咸封(1750-1810)，曾考取舉人，官至江蘇海州學正，主要負責地方基層教育行政工作。
翁心存於道光二年（1822年）中進士，改庶吉士，授編修。咸豐、同治兩朝大學士，咸豐八年任上書房總師傅，是咸豐帝、恭親王奕訢、惠郡王綿愉的師傅，晚年入值弘德殿，侍讀同治，歷任工部尚書、戶部尚書、體仁閣大學士。同治元年卒，諡文端。

## 家庭
長子翁同書（1810-1865），道光庚子科二甲進士（1840年），累官至翰林院侍講學士、侍讀學士、日講起居注官與安徽巡撫與右都御史等職。
次子翁音保早夭。
三子翁同爵（1814-1877），雖僅為廕生，亦歷任湖南按察使、布政使、四川按察使、陝西布政使、陝西巡撫、湖北巡撫兼署湖廣總督等地方大員。
四子翁同龢（1830-1904），咸豐丙辰科狀元（1856年）及第後，旋供職京師，出任各部侍郎、尚書等職，晚年入值軍機、在總理衙門行走，更是同治帝和光绪帝的两代帝师。

## 延伸阅读
[在维基数据编辑]
 《清史稿·卷385》，出自趙爾巽《清史稿》
 在维基共享资源阅览影像

## 外部連結
- 翁心存 （页面存档备份，存于） 中研院史語所

| 官衔          | 官衔                                                                                | 官衔          |
| ------------- | ----------------------------------------------------------------------------------- | ------------- |
| 前任： 魏元烺 | 兵部漢尚書 咸豐四年九月乙未－咸豐四年十一月庚寅 （1854年11月19日－1855年1月13日）   | 繼任： 周祖培 |
| 前任： 賈楨   | 吏部漢尚書 咸豐四年十一月庚寅－咸豐六年十一月癸酉 （1855年1月13日－1856年12月16日） | 繼任： 周祖培 |
| 前任： 朱鳳標 | 戶部漢尚書 咸豐六年十一月癸酉－咸豐八年九月壬午 （1856年12月16日－1858年10月16日）  | 繼任： 朱鳳標 |

1. 1 2  唐屹軒: 翁心存與晚清世局—以日常生活紀錄為中心，臺灣師大歷史學報第63期第35-80頁,2020年6月.
2. ↑  . 中新网.